# لويز كامبل (ممثلة)
لويز كامبل (بالإنجليزية: Louise Campbell)‏ هي ممثلة أمريكية، ولدت في 30 مايو 1911 في شيكاغو في الولايات المتحدة، وتوفيت في 5 نوفمبر 1997.

## وصلات خارجية
- لويز كامبل (ممثلة) على موقع IMDb (الإنجليزية)
- لويز كامبل (ممثلة) على موقع قاعدة بيانات برودواي على الإنترنت (الإنجليزية)
- لويز كامبل (ممثلة) على موقع قاعدة بيانات الفيلم (الإنجليزية)